# 横浜市立いぶき野小学校
横浜市立いぶき野小学校（よこはましりつ いぶきのしょうがっこう）は、神奈川県横浜市緑区いぶき野にある公立小学校。

## 概要
- 本校は、「玄海田」と呼ばれる谷戸が住宅都市整備公団（現:UR都市再生機構）により、大規模に開発され始め、長津田小学校の児童数が増加した事から、開校した。

## 沿革
出典
- 1990年（平成2年）
  - 10月20日 - 横浜市教育委員会より、新設校設置計画説明が行われる。
  - 11月14日 - 開校準備委員会発足。
  - 12月15日 - 横浜市は、学校名を「横浜市立いぶき野小学校」と決定する。
  - 12月19日 - 横浜市教育委員会へ意見書を提出し、決定される。
- 1991年（平成3年） - 学校新設に伴う区域に関する意見書を横浜市教育委員会へ提出し、決定される。横浜市立いぶき野小学校建設地元説明会開催。横浜市立いぶき野小学校校舎建設着工。
- 1993年（平成5年） - 開校。
- 1994年（平成6年） - 校歌・校章制定。PTA発足。
- 1996年（平成8年） - インターネット設置。防災備蓄庫設置。
- 1997年（平成9年） - 普通教室2教室増設。
- 1998年（平成10年） - 開校5周年記念を迎える。記念として、校歌の木彫り除幕式を挙行し、開校5周年記念誌発行。同年、エレベーター室設置。
- 1999年（平成11年） - 保健相談室・資料室設置、障害者用トイレ設置。
- 2000年（平成12年） - 特殊教育学級設置（知的障害学級）。
- 2001年（平成13年） - 特殊教育学級増設（情緒障害学級・弱視学級）。
- 2002年（平成14年） - 普通教室4教室増設。3階建鉄筋コンクリート校舎建設着工。同年、創立十周年記念式典挙行し、祝賀会開催。
- 2003年（平成15年） - 3階建鉄筋コンクリート校舎完成。学校2学期制実施。校庭及び校舎周辺整備工事完了。
- 2004年（平成16年） - いぶき野ネットデイによる校内LAN整備。
- 2006年（平成18年） - 東校舎2教室増設工事。給食調理業務を民間へ委託。
- 2007年（平成19年） - 東校舎4教室増設工事完了。
- 2013年（平成25年） - 普通教室にエアコン設置。
- 2015年（平成27年） - 南門設置。
- 2016年（平成28年） - パソコンルーム移設。放課後キッズクラブルーム整備。体育館床改修。
- 2017年（平成29年） - 創立25周年記念航空撮影実施。
- 2018年（平成30年） - 特別教室にエアコン設置。
- 2020年（令和2年） - 普通教室に無線LAN完備。防犯カメラを西門と南門に設置。

## 学区と進学先中学校
出典

### 通学区域
- 緑区
  - いぶき野（全域）
  - 十日市場町（1725番地、1727番地、1865番地、1889番地）
  - 長津田町（1番地～750番地）
  - 長津田1丁目（18番～21番、23番～29番）
  - 長津田5丁目（10番1号～10番4号、10番14号～10番32号、11番）
  - 長津田6丁目（19番1号～19番11号、19番20号～19番26号、20番14号～20番21号、21番）
  - 長津田みなみ台4丁目（全域）
  - 長津田みなみ台5丁目（全域）
  - 長津田みなみ台6丁目（全域）
  - 長津田みなみ台7丁目（全域）

### 進学先中学校
公立中学校に進学する場合
- 横浜市立田奈中学校

## アクセス
- 横浜市営バスと神奈川中央交通の40系統で、「御前田橋」バス停から、徒歩約485m・約7～8分。
- JR横浜線、東急田園都市線・こどもの国線長津田駅から、
  - 上述の路線バスに乗車し、「御前田橋」バス停下車後、徒歩。
  - 駅南口から、徒歩約1.1km・約16分。

## 学校周辺
- 大林寺墓地 - 敷地が隣接
- いぶき野第四公園
- 岩川（河川）
- 横浜市資源環境局緑事務所
- 国道246号
- 東名高速道路
  - ただし、学校付近にはインターチェンジは無く、横浜青葉ICか、横浜町田ICを利用する。